# Mads True
Mads True (* 17. April 1972 in Aarhus) ist ein ehemaliger dänischer Eishockeyspieler. Seine Brüder Søren und Mikkel waren ebenfalls professionelle Eishockeyspieler. 

## Karriere
Mads True begann seine Karriere als Eishockeyspieler bei den Odense Bulldogs, mit denen er in seinem Rookiejahr in der Saison 1990/91 auf Anhieb aus der zweitklassigen 1. division in die AL-Bank Ligaen aufstieg. 1994 wurde der Center zum besten dänischen Spieler der AL-Bank Ligaen gewählt. Von 1995 bis 2002 lief er für den Rungsted IK auf, mit dem er 2002 den dänischen Meistertitel gewann. Zudem gewann er mit der Mannschaft 2000 den dänischen Pokalwettbewerb. Von 2002 bis zu seinem Karriereende 2012 im Alter von 40 Jahren stand True noch einmal für die Odense Bulldogs auf dem Eis, mit denen er 2003, 2006 und 2009 insgesamt drei Mal den dänischen Pokalwettbewerb gewann. 

### International
Für Dänemark nahm True im Juniorenbereich an der U18-Junioren-B-Europameisterschaft 1990 sowie der U20-Junioren-B-Weltmeisterschaft 1991 teil. Im Seniorenbereich stand er im Aufgebot seines Landes bei den B-Weltmeisterschaften 1992, 1994, 1995, 1996, 1997, 1998, 1999, 2000, 2001 und 2002 sowie bei den A-Weltmeisterschaften 2003, 2004 und 2005.

## Erfolge und Auszeichnungen
- 1991 Aufstieg in die AL-Bank Ligaen mit den Odense Bulldogs
- 1994 Bester dänischer Spieler der AL-Bank Ligaen
- 2000 Dänischer Pokalsieger mit dem Rungsted IK
- 2002 Dänischer Meister mit dem Rungsted IK
- 2003 Dänischer Pokalsieger mit den Odense Bulldogs
- 2006 Dänischer Pokalsieger mit den Odense Bulldogs
- 2009 Dänischer Pokalsieger mit den Odense Bulldogs

### International
- 2002 Aufstieg in die Top-Division bei der Weltmeisterschaft der Division I